# Jurkauka (przystanek kolejowy)
Jurkauka (biał. Юркаўка; ros. Юрковка) – przystanek kolejowy w pobliżu miejscowości Jurkauka, w rejonie krzyczewskim, w obwodzie mohylewskim, na Białorusi. Położony jest na linii Osipowicze – Mohylew – Krzyczew.